# 什科托夫卡河
什科托夫卡河（羅馬化：Reka Shkotovka），满语称西拉河（满语：Sira Bira），又称秦孟河（俄语：Река Цимухе），是俄羅斯的河流，由濱海邊疆區什科托沃区負責管轄，河道全長59公里，流域面積約714平方公里，流量4.16立方米每秒，落差760米，河坡1.29%，發源自錫霍特山脈，最終注入日本海的烏蘇里灣。1972年更为现名。

## 引用
1. ↑  А·П·穆拉诺夫. . 列宁格勒: 气象出版社. 1966 （俄语）.
2. ↑  . 列宁格勒: 气象出版社 （俄语）.
3. ↑  Т·А·基谢尔科瓦娅. . 列宁格勒: 气象出版社. 1977 （俄语）.
4. ↑  . 国家水登记处.   [2024-01-05]. （原始内容存档于2020-09-21） （俄语）.
5. ↑   (PDF). www.vladcity.com. （原始内容 (PDF)存档于2011-07-17）.